# Erich Buschenhagen
Erich Buschenhagen (8 décembre 1895 à Strasbourg – 13 septembre 1994 à Kronberg) est un General der Infanterie de la Heer dans la Wehrmacht durant la Seconde Guerre mondiale.
Il a été récipiendaire de la croix de chevalier de la croix de fer avec feuilles de chêne. La croix de chevalier de la croix de fer et son grade supérieur, les feuilles de chêne, sont attribuées pour récompenser un acte d'une extrême bravoure sur le champ de bataille ou un commandement militaire avec succès.

## Biographie
Buschenhagen est le fils d'un fonctionnaire. Il s'engage le 9 mars 1914 en tant que porte-drapeau dans le 3e bataillon de télégraphie de l'armée prussienne.
Erich Buschenhagen est capturé par les troupes soviétiques en août 1944 après l'opération Jassy-Kischinew. Il est libéré en octobre 1955.

## Décorations
- Croix de fer (1914)
  - 2e classe (22 novembre 1914)
  - 1re classe (7 octobre 1917)
- Croix d'honneur
- Médaille de l'Anschluss
- Médaille des Sudètes avec barrette du château de Prague
- Agrafe de la croix de fer (1939)
  - 2e classe (17 septembre 1939)
  - 1re classe (26 septembre 1939)
- Ordre de la Croix de la Liberté 1re classe avec glaives (26 octobre 1941)
- Croix allemande en or (19 juillet 1942)
- Croix de chevalier de la croix de fer avec feuilles de chêne
  - Croix de chevalier le 5 décembre 1943 en tant que Generalleutnant et commandant de la 15e division d'infanterie[1]
  - 521e feuilles de chêne le 4 juillet 1944 en tant que General der Infanterie et commandant du 52e corps[2]
- Mentionné dans la revue Wehrmachtbericht (12 mai 1944)